# Colle del Marchese
Colle del Marchese ist eine Fraktion (italienisch frazione) der italienischen Gemeinde Castel Ritaldi in der Provinz Perugia, Region Umbrien.

## Geografie
Der Ort liegt etwa 4 km westlich des Hauptortes Castel Ritaldi und etwa 35 km südöstlich der Provinz- und Regionalhauptstadt Perugia. Der Ort liegt bei 466 m s.l.m. und hatte 2011 etwa 120 Einwohner. Er liegt an der Nordseite der Bergkette der Monti Martani im Zentrum Umbriens. Die Kirchen des Ortes liegen im Erzbistum Spoleto-Norcia. Nächstgelegener Ort ist neben dem Hauptort Castel Ritaldi im Osten der Ort Bivio Moscardini, ein Ortsteil von Giano dell’Umbria, der etwa 3 km nördlich von Colle del Marchese liegt.

## Geschichte
Erstmals schriftlich dokumentiert wurde der Ort 1348 als Collis Marchionis und gehörte zu Spoleto. Bereits 1361 befand sich der Ort nicht auf der Liste der Burgen, die zu Spoleto gehörten. Die Kodifikation der Comune entstanden 1371 unter dem Vikar Cola Jutii di Castagnola, der Ort unterstand aber weiterhin der Kurie. Dies galt bis 1490, als der Ort als Spoleto zugehörig erschien. Colle del Marchese wurde 1814 administrativ der Gemeinde Castel Ritaldi zugeteilt, seit 1860 gilt Colle del Marchese als Ortsteil.

## Sehenswürdigkeiten
- Madonna della Stella (auch Santa Maria della Stelletta[4]), Kirche, die etwa 150 m nördlich des Ortes liegt. Enthält das Fresko Madonna in trono con Bambino aus dem 14. Jahrhundert.[5] Der Glockengiebel wurde im 17. Jahrhundert errichtet.[4]
- San Pancrazio (San Pancrazio nuovo), Kirche, die wenige Meter vor dem Ort liegt und 1954 errichtet wurde.[3] Das Altarbild Madonna col Bambino stammt vom Maestro di Cesi und entstand 1332. Es stammt ursprünglich aus der Kirche Chiesa della Madonna della Selva Mattutina.[2]
- San Pancrazio (San Pancrazio vecchio), Kirche innerhalb der Burg, die erstmals 1348 erwähnt wurde.[6] Enthält im Inneren von Francesco Melanzio das Fresko Vergine orante incoronata da due angeli[7] aus dem Jahr 1512.[6]

## Bilder

Bilder von Colle del Marchese
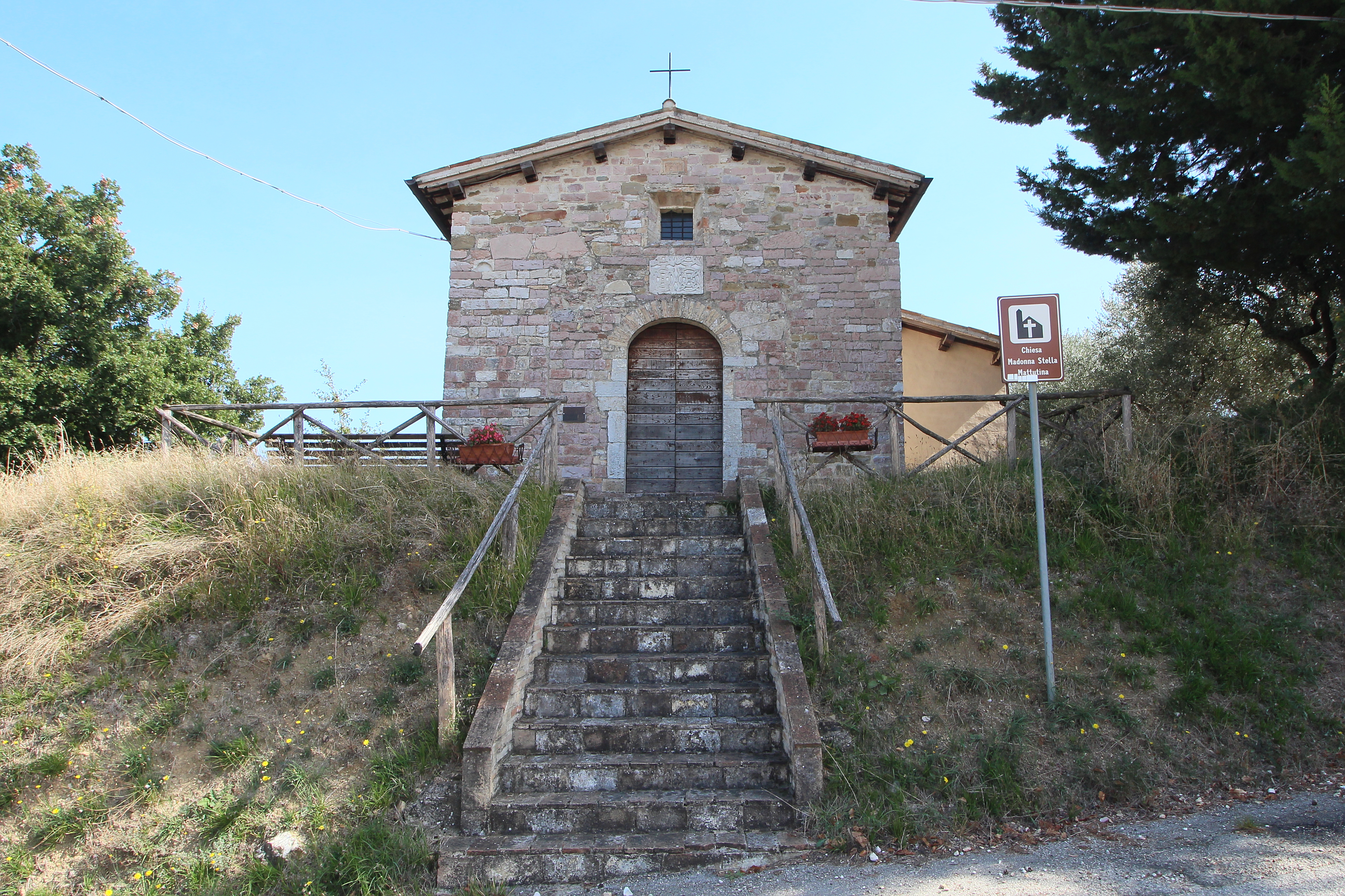
Die Kirche Madonna della Stella kurz außerhalb des Ortes
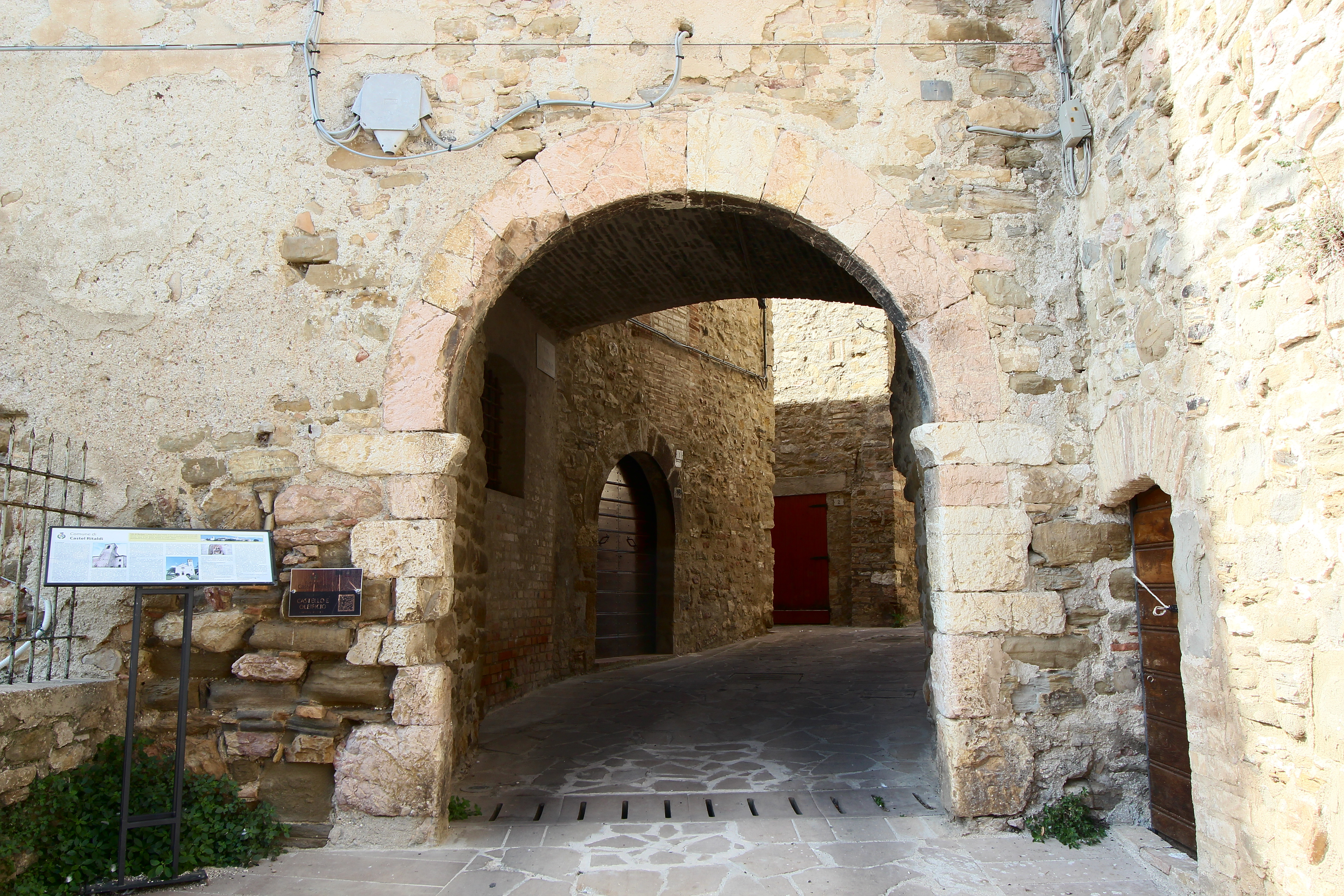
Wehrtor Porta del Castello
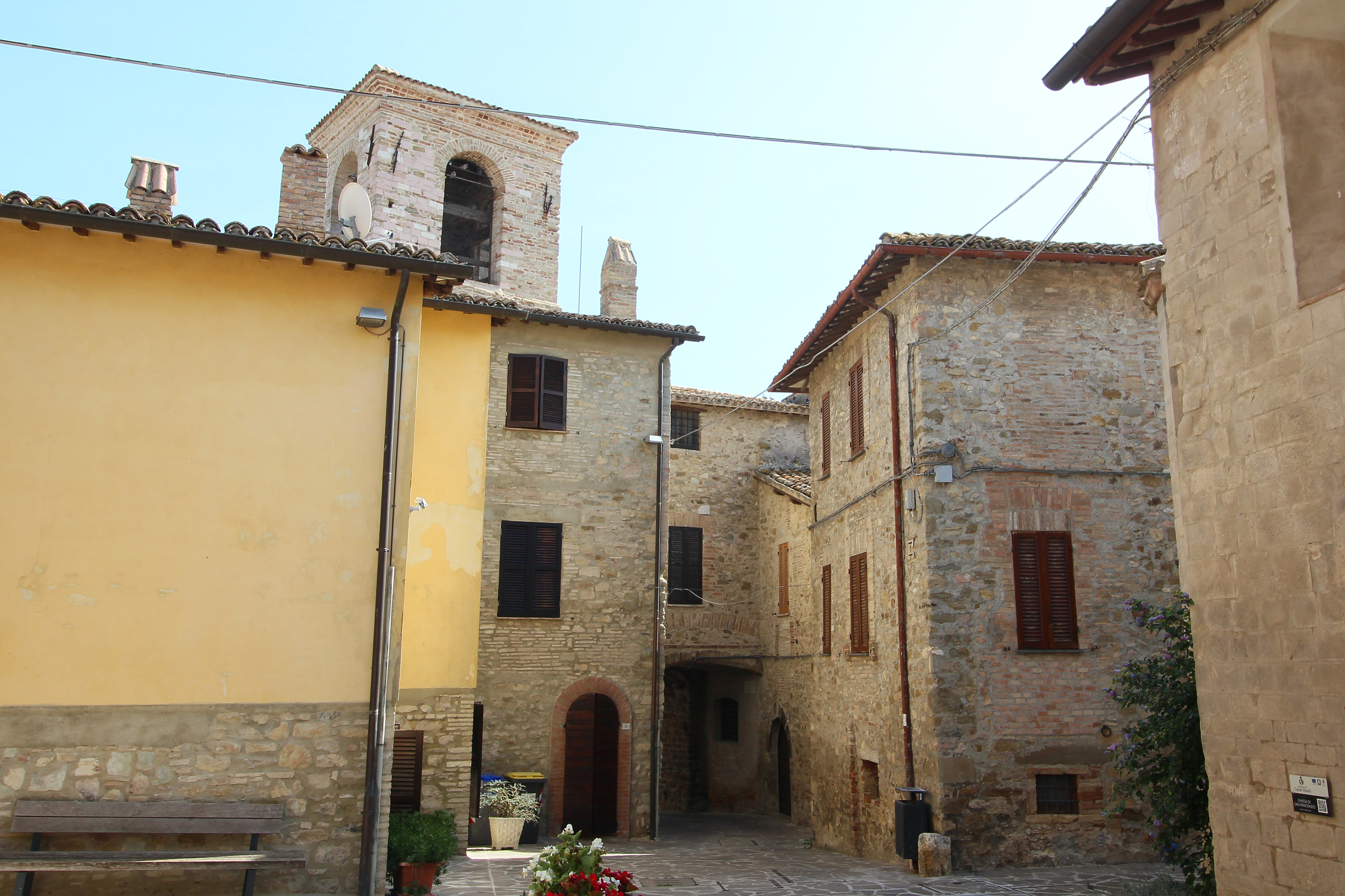
Innerhalb der Burg
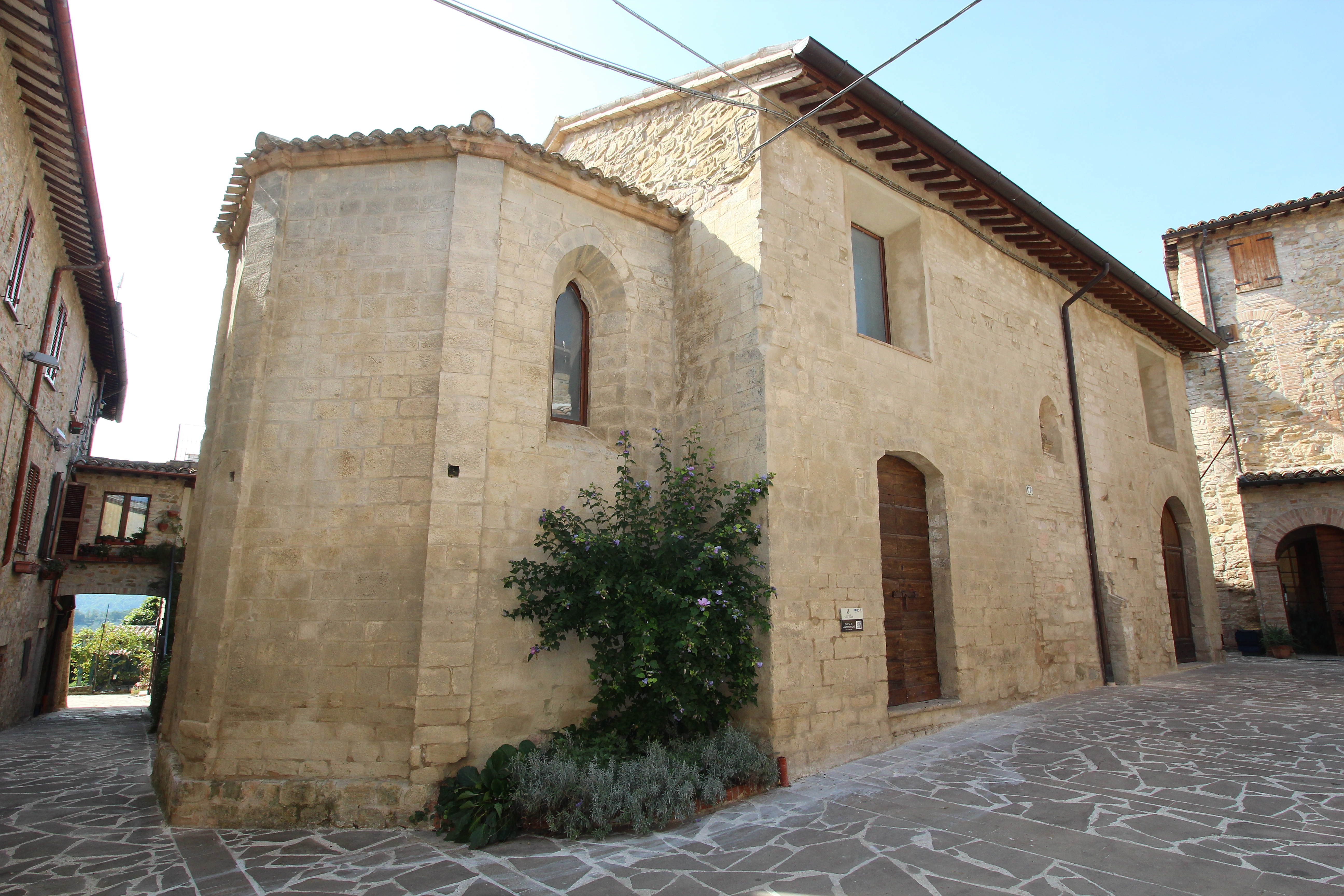
Die Kirche San Pancrazio vecchio im Ortskern
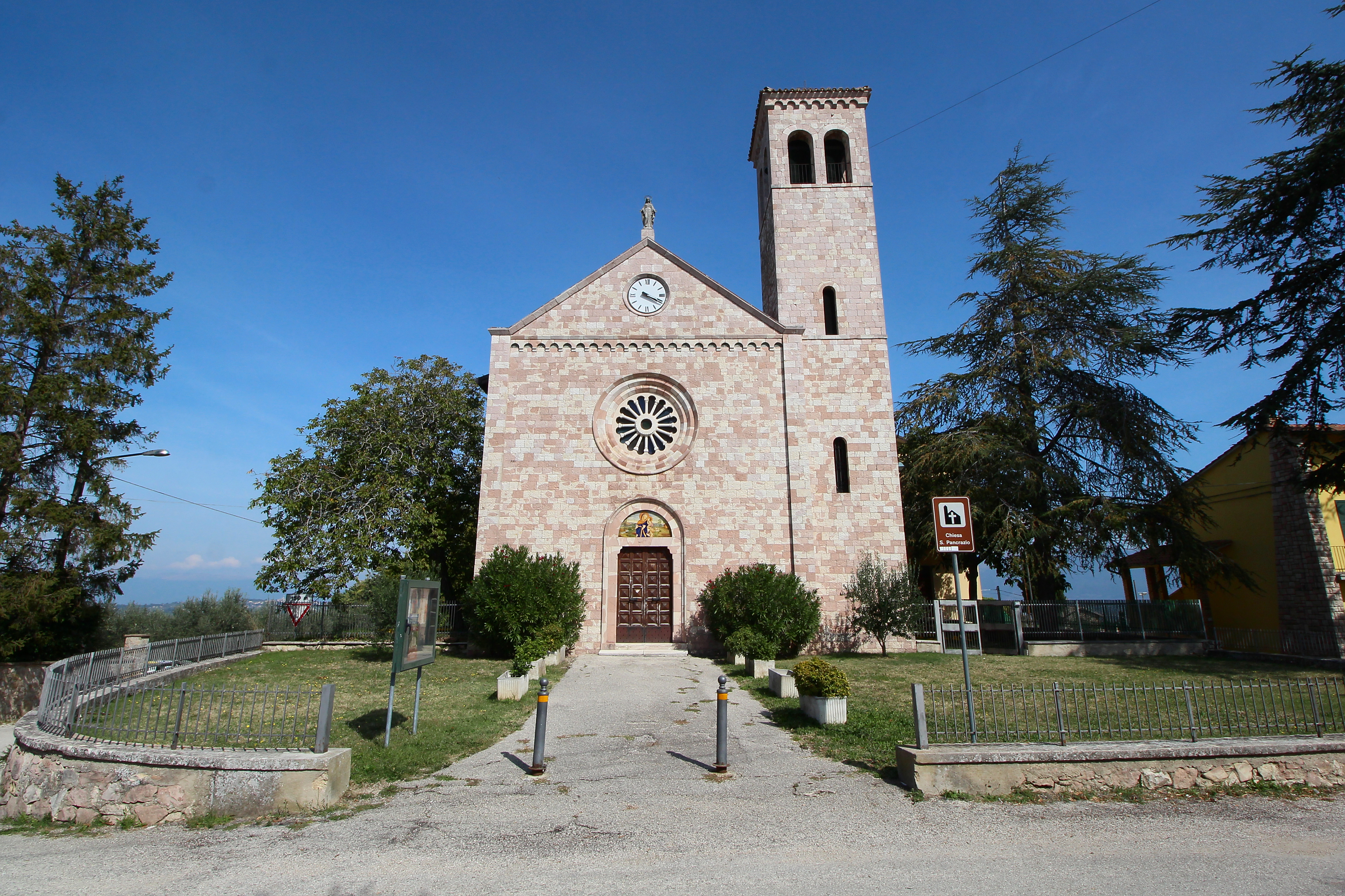
Die Kirche San Pancrazio kurz außerhalb des Ortes